# Pau Grande
Pau Grande ist ein Ortsteil (bairro) von Vila Inhomirim, dem 6. Distrikt der Gemeinde Magé. Der Ort liegt am Fuße der Serra dos Órgãos (Orgelpfeifengebirge) und ist Teil der Metropolregion Rio de Janeiro.

## Geschichte
Wo heute die Ortschaft Pau Grande liegt, wurde um 1848 ein Bauernhof angelegt, der vier Brüdern gehörte. In der folgenden Zeit wechselte der Besitz der Ländereien häufig. 1877 wurde das Land von den drei Unternehmern Antonio Felicio dos Santos, John Sherrington und Francisco José Pedro Lessa erworben. Diese errichteten hier eine Textilfabrik, von der aus später in Rio de Janeiro und anderen Städten weitere Textilbetriebe gegründet wurden. Durch die hier beschäftigten Textilarbeiter wurde dann das Arbeiterdorf Pau Grande gegründet. Nach dem Zusammenbruch der Textilindustrie wandelte sich Pau Grande zu einem Freizeitzentrum. 1908 wurde der Fußballverein Esporte Clube Pau Grande gegründet.
Die Ortschaft gehört zum Patronat St. Anne. (Square Montesi, Ziffer 11). Die dortige Kapelle ist Teil der Pfarrei Nossa Senhora da Conceição de Raiz da Serra im 3. Dekanat der Diözese Petrópolis. Ende Juli finden hier die Feiern zu Ehren der Heiligen statt.

## Söhne und Töchter
- Garrincha (1933–1983), Fußballspieler